# 1516
Відродження •  Доба великих географічних відкриттів •  Ганза •  Ацтецький потрійний союз •  Імперія інків

## Геополітична ситуація
Османську державу очолює Селім I (до 1520). Імператором Священної Римської імперії є Максиміліан I Габсбург (до 1519). У Франції королює Франциск I (до 1547).
Середню частину Апеннінського півострова займає Папська область. Неаполітанське королівство на півдні захопила Іспанія. Могутними державними утвореннями півночі є Венеційська республіка, Флорентійська республіка, Генуезька республіка та герцогство Міланське (останні три під контролем Франції).
Кастилія і Леон та Арагонське королівство об'єднані в Іспанське королівство, де править Карл I (до 1555). В Португалії королює Мануел I (до 1521).
Генріх VIII є королем Англії (до 1547), королем Данії та Норвегії Кристіан II (до 1523). Сванте Нільссон є регентом Швеції. Королем Угорщини та Богемії є Людвік II Ягеллончик (до 1526). У Польщі королює Сигізмунд I Старий (до 1548), він же залишається князем Великого князівства Литовського.
Галичина входить до складу Польщі. Волинь належить Великому князівству Литовському. Московське князівство очолює Василій III (до 1533).
На заході євразійських степів існують Казанське ханство, Кримське ханство, Астраханське ханство Ногайська орда. У Єгипті панують мамлюки. Шахом Ірану є сефевід Ісмаїл I.
У Китаї править династія Мін. Значними державами Індостану є Делійський султанат, Бахмані, Віджаянагара. В Японії триває період Муроматі.
У Долині Мехіко править Ацтецький потрійний союз на чолі з Монтесумою II (до 1520). Цивілізація мая переживає посткласичний період. В Імперії інків править Уайна Капак (до 1525).

## Події
- Предслав Лянцкоронський зібрав козацьке військо і здобув блискучу перемогу над татарами під Білгородом (Аккерманом) та Очаковим, за що козакам були надані нові землі по обидві сторони Дністра.
- Продовжується війна Московії з Литвою.
- Помер король Іспанії Фердинанд II Арагонський. Новим королем став його внук Карл I.
- Помер король Угорщини та Богемії Владислав II Ягеллончик. Його спадкоємцем став син Людвік II Ягеллончик.
- Завершилася війна Камбрейської ліги:
  - Брешія здалася Венеції.
  - Імперські війська захопили Віченцу.
  - За Нуайонською угодою між французьким королем Франциском I та іспанським королем Карлом I французи визнали права Іспанії на Неаполь, а іспанці — права Франції на Мілан.
  - Болонський конкордат між королем Франциском I та папою римським Левом X врегулював організацію церковного життя у Франції.
  - Брюссельська угода встановила мир між Францією та Священною Римською імперією.
  - У Фрібурзі підписано вічний мир між Францією та швейцарськими кантонами, що дав французькій короні право набирати швейцарських найманців для свого війська.
- Іспанський мореплавець Хуан Діас де Соліс відкрив річку Ла-Плата.
- Утворено Венеційське гетто.
- Якоб Фуггер заснував в Аугсбурзі Фуггерай — квартал соціального житла, найстарший із усіх, що існують донині.
- Турецький султан Селім I пішов війною на єгипетський мамлюків і вторгся в Сирію. 28 жовтня його війська завдали поразки мамлюкам поблизу Гази.
- 23 квітня в Інгольштадті графом Вільгельмом IV Баварським було прийнято Баварський райнгайтсґебот (нім. Bayerische Reinheitsgebot), тобто едикт про чистоту пива.
- Еразм Ротердамський опублікував новий переклад Нового Завіту грецькою мовою.
- Томас Мор завершив роботу над «Утопією».

## Народились
Докладніше: Народилися 1516 року
- 18 лютого — Марія I Тюдор, королева Англії (1553-1558), дочка Генріха VIII.
- 26 березня — Конрад Геснер, швейцарський природодослідник, автор першої зоологічної енциклопедії «Історія тварин»

## Померли
Докладніше: Померли 1516 року
- 29 листопада — У Венеції у віці 86-и років помер Джованні Белліні, венеційський живописець, представник венеційського Високого Відродження, автор картин на релігійні та міфологічні теми.